# Julian Kolankowski
Julian Kolankowski h. Dulicz (ur. 17 września 1886 w Cieszanowie, zm. 7 grudnia 1981 w Cieplicach) – polski pedagog, działacz turystyczny i sportowy. Ojciec Jerzego Kolankowskiego.

## Życiorys
Julian Kolankowski ukończył I Gimnazjum w Przemyślu, a następnie studiował filologię polską we Lwowie oraz Krakowie. W 1909 został zatrudniony jako nauczyciel w ukraińskim gimnazjum w Stanisławowie, skąd w 1913 roku przeniesiono go z powrotem do przemyskiego gimnazjum, gdzie uczył języka polskiego, łaciny i greki.
Od 1919 propagował turystykę i sport będąc członkiem Polskiego Związku Narciarskiego. Był jednym z założycieli oraz prezesem Przemyskiego Towarzystwa Narciarskiego, powstałego w 1923 roku. Działając w PTN organizował wyprawy narciarskie w Bieszczady, Gorgany, Czarnohorę, Beskid Śląski i Mały oraz Karpaty Marmaroskie i Góry Rodniańskie. Dzięki jego zaangażowaniu PTN wybudował lub kupił, a potem zagospodarował pięć górskich schronisk turystycznych (w Klimcu, Siankach, pod Pikujem, na połoninie Pantyr oraz pod Steryszorą). Zajmował się również wytyczaniem i znakowaniem szlaków turystycznych. Od 1925 Julian Kolankowski był prezesem HKS Czuwaj Przemyśl, zasiadał także we władzach miejscowego Klubu Tenisowego.
Lata II wojny światowej spędził Julian Kolankowski u córki we Lwowie (do 1941 roku) oraz w Przemyślu. W 1944 ponownie objął stanowisko nauczyciela języka polskiego w Gimnazjum Słowackiego. Jednak już w 1945 roku przeniósł się na Ziemie Odzyskane i zamieszkał w Szklarskiej Porębie. Tu także dał się poznać jako propagator sportów i turystyki. Od 1949 roku pracował w Zarządzie Państwowym Schronisk w Szklarskiej Porębie, działał także jako sędzia narciarski. Uczył także języka polskiego w tamtejszym gimnazjum i liceum dla dorosłych. W 1970 roku przeszedł na emeryturę, do końca życia uprawiając narciarstwo i turystykę pieszą. Po śmierci został pochowany w Szklarskiej Porębie.

## Ordery i odznaczenia
- Srebrny Krzyż Zasługi (19 marca 1931)[1]